# Charlevoix (Michigan)
Charlevoix ist eine Stadt im Norden des US-Bundesstaates Michigan. Sie ist am Lake Michigan gelegen. Das U.S. Census Bureau hat bei der Volkszählung 2020 eine Einwohnerzahl von 2348 ermittelt. Sie ist auch der Sitz der County-Verwaltung (County Seat).

## Geografie
Charlevoix liegt zwischen dem Lake Michigan im Westen und dem südöstlich gelegenen Lake Charlevoix im Nordwesten der Unteren Halbinsel von Michigan. Beide Seen sind über einen kleinen Fluss und den Round Lake miteinander verbunden. Die Entfernung zur Hauptstadt des Bundesstaates, Lansing, beträgt rund 295 Kilometer. Nach Angaben des United States Census Bureau beträgt die Fläche von Charlevoix 5,6 km², davon sind 0,3 km² Wasserflächen.

## Demografie

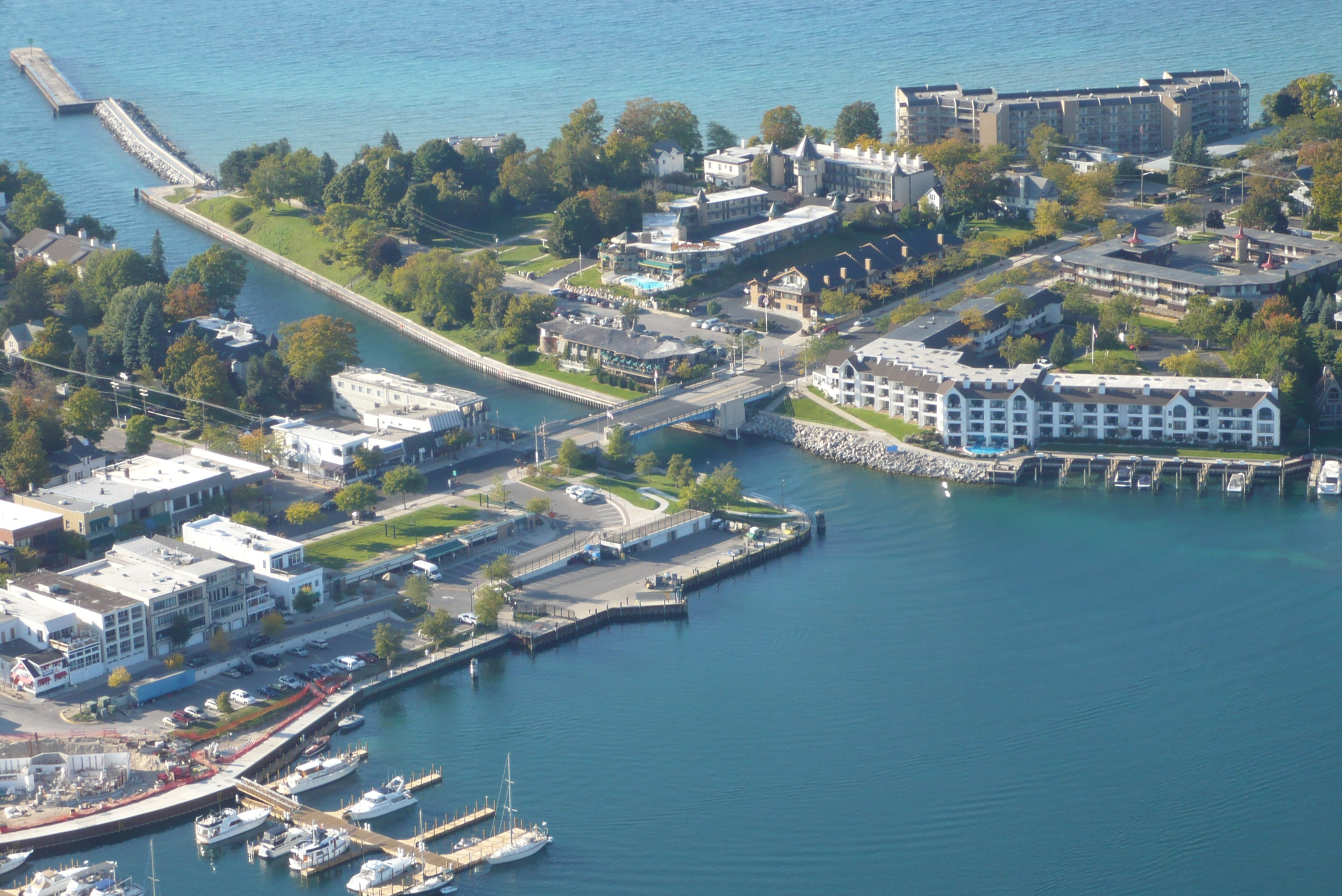

Nach der Volkszählung im Jahr 2000 leben in Charlevoix 2994 Menschen in 1375 Haushalten und 812 Familien. Ethnisch betrachtet setzt sich die Bevölkerung aus 95 Prozent weißer Bevölkerung, drei Prozent amerikanische Indianer sowie kleineren Minderheiten zusammen.
In 25,7 % der 1375  Haushalte leben Kinder unter 18 Jahren, in 46,7 % leben verheiratete Ehepaare, in 9,6 % leben weibliche Singles und 40,9 % sind keine familiären Haushalte. 35,4 % aller Haushalte bestehen ausschließlich aus einer einzelnen Person und in 15,2 % leben Alleinstehende über 65 Jahre. Die durchschnittliche Haushaltsgröße liegt bei 2,14 Personen, die von Familien bei 2,76.
Auf die gesamte Stadt bezogen setzt sich die Bevölkerung zusammen aus 21,6 % Einwohnern unter 18 Jahren, 8,4 % zwischen 18 und 24 Jahren, 26,4 % zwischen 25 und 44 Jahren, 24,2 % zwischen 45 und 64 Jahren und 19,4 % über 65 Jahren. Der Median beträgt 41 Jahre. Etwa 53 % der Bevölkerung ist weiblich.
Der Median des Einkommens eines Haushaltes beträgt 35.284 USD, der einer Familie 42.853 USD. Das Pro-Kopf-Einkommen liegt bei 21.319 USD. Etwa 9,5 % der Bevölkerung und 3,7 % der Familien leben unterhalb der Armutsgrenze.

## Verkehr
Per Flugzeug ist Charlevoix über den eigenen Flughafen erreichbar. Durch die Stadt verläuft der U.S. Highway 31.